# Sandro Wimberger
Sandro Wimberger (* 1974 in Passau, Bayern) ist ein deutscher Hochschullehrer für Theoretische Physik.

## Leben
Wimbergers Wurzeln liegen in Hauzenberg. Nach dem Abitur 1994 am Gymnasium Leopoldinum in Passau studierte er an der Ludwig-Maximilians-Universität in München Physik. Dabei war Wimberger Stipendiat der Bayerischen Begabtenförderung und der Studienstiftung des Deutschen Volkes. Das Diplom erlangte er 2000. 2004 wurde Wimberger  mit einer Arbeit über Transport in inneren und äußeren Freiheitsgraden von Atomen an der Ludwig-Maximilians-Universität in München und an der Universität Insubrien in Como promoviert. Es folgte ein Forschungsaufenthalt an der Universität Pisa in Italien mit einem Stipendium der Alexander-von-Humboldt-Stiftung. 2011 habilitierte Wimberger mit einer Forschungsarbeit über die Dynamik ultrakalter Atome an der Universität Heidelberg. 2014 erhielt er einen Ruf auf eine Tenure-Track-Stelle für theoretische Physik der Materie an die Universität Parma in Italien, wo er seit 2017 als Assoziierter Professor tätig ist.

## Preise und Auszeichnungen
- 1997–2000 Stipendiat der Studienstiftung des deutschen Volkes
- 2004–2006  Feodor-Lynen Forschungsstipendium der Alexander-von-Humboldt-Stiftung
- 2010 Akademiekonferenz zum Thema „New Perspectives in Quantum Statistics and Correlations“ der Heidelberger Akademie der Wissenschaften[4]
- 2009 Klaus-Georg und Sigrid  Hengstberger Preis der Universität Heidelberg[5]
- 2010 Akademiepreis der Heidelberger Akademie der Wissenschaften
- 2010–2015 Kollegiat der Heidelberger Akademie der Wissenschaften

## Werk
Wimberger ist Verfasser des interdisziplinären Lehrbuchs „Nonlinear Dynamics and Quantum Chaos“ (Springer Science+Business Media, 2022) in der Springer-Verlagsreihe Graduate Texts in Physics.
Er beschäftigt sich u. a. mit Arbeiten zur Dynamik kalter Atome, insbesondere der Atomtronics, und der Quantenkontrolle.

## Schriftenauswahl
- S. Wimberger, „Nonlinear Dynamics and Quantum Chaos“, Graduate Texts in Physics (Springer Science+Business Media, 2022); ISBN 978-3-031-01248-8
- F. Petiziol, M. Sameti, S. Carretta, S. Wimberger, and F. Mintert, "Quantum simulation of three-body interactions in weakly driven quantum systems", Physical Review Letters 126, 250504 (2021); doi:10.1103/PhysRevLett.126.250504
- S. Dadras, A. Gresch, C. Groiseau, S. Wimberger, and G. S. Summy, "Quantum walk in momentum space with a Bose-Einstein condensate", Phys. Rev. Lett. 121, 070402 (2018); doi:10.1103/PhysRevLett.121.070402
- R. Labouvie, B. Santra, S. Heun, S. Wimberger, and H. Ott, "Negative differential conductivity in an interacting quantum gas", Phys. Rev. Lett. 115, 050601 (2015); doi:10.1103/PhysRevLett.115.050601
- S. Wimberger, R. Mannella, O. Morsch, E. Arimondo, A.R. Kolovsky, and A. Buchleitner, "Nonlinearity induced destruction of resonant tunneling in the Wannier-Stark problem", Phys. Rev. A 72, 063610 (2005); doi:10.1103/PhysRevA.72.063610
- S. Wimberger, I. Guarneri, and S. Fishman, "Quantum resonances and decoherence for delta-kicked atoms", Nonlinearity 16, 1381 (2003); doi:10.1088/0951-7715/16/4/312